# Svanträsk (naturreservat)
Svanträsk är ett naturreservat i Jokkmokks kommun i Norrbottens län.
Området är naturskyddat sedan 1997 och är 2,2 kvadratkilometer stort. Reservatet omfattar våtmarker och skog kring sjöarna Svanaträsket och Palnaträsket. Reservatet består av blandsumpskog och björk, gran och tall. 